# Matías de Gálvez y Gallardo
Matías de Gálvez y Gallardo (Macharaviaya, 1725 circa – Città del Messico, 3 novembre 1784) è stato un generale spagnolo, governatore della Capitaneria Generale del Guatemala dall'aprile 1779 al 3 aprile 1783 e viceré della Nuova Spagna dal 29 aprile 1783 al 3 novembre 1784.

## Carriera militare
Matías de Gálvez nacque in una piccola città della provincia di Malaga, in Spagna. Si arruolò nell'esercito distinguendosi sul campo. Fece carriera raggiungendo il grado di generale e, a causa della carriera militare e dell'influenza del fratello, José de Gálvez, importante amministratore della Nuova Spagna, divenne famoso a corte. Sposò María Josefa de Madrid da cui ebbe due figli, Bernardo e José. José mor' all'età di 8 anni.

## Governatore del Guatemala
Istruzioni sigillate della corona di Spagna, da aprirsi in caso di morte del viceré Antonio María de Bucareli y Ursúa, lo indicavano come nuovo capitano generale del Guatemala. Le istruzioni furono scritte da José de Gálvez, ministro delle Indie ed ex visitador in Nuova Spagna, prima di poterle applicare al fratello, Matías de Gálvez, e senza specificare il nome per esteso. Matías de Gálvez fu nominato capitano generale, governatore e presidente dell'Audiencia del Guatemala ell'aprile del 1779, subito prima della morte di Bucareli. Gálvez non era però ancora arrivato nella colonia per assumere l'incarico ufficialmente. Per questo motivo il governo del vicereame fu assegnato a Martín de Mayorga, capitano generale in carica.
Gálvez, ambizioso ma senza cultura e astioso, non perdonò mai Mayorga, e quando questi morì in molti credettero che fu lui ad avvelenarlo.
In Guatemala Gálvez si dimostrò amministratore attivo e buon organizzatore. Ricostruì Città del Guatemala dopo il terremoto del 1773, istituì la zecca e costruì la cattedrale. Durante la guerra anglo-spagnola del 1779-1783 respinse gli inglesi a San Fernando de Omoa, nella baia dell'Honduras, ma a causa della distanza e della mancanza di risorse non riuscì ad aiutare Forte San Juan, in Nicaragua, che cadde in mano inglese. Gli inglesi furono però obbligati ad arrendersi il 5 gennaio 1781.

## Viceré della Nuova Spagna
Il viceré Mayorga aveva provato a dare le dimissioni per poter tornare in Spagna. Nel 1783 re Carlo III le accettò. Per ricompensare Gálvez per il suo operato in Guatemala, il re lo nominò viceré della Nuova Spagna nonostante l'età avanzata e la salute precaria. Viaggiò via terra per raggiungere la capitale, attraversando gli stati di Oaxaca e Puebla. Matías de Gálvez fu l'ultimo viceré a fare l'entrata ufficiale a Città del Messico a cavallo, il 28 aprile 1783.
Spagna ed Inghilterra avevano appena stipulato la pace, e Gálvez fu in grado di dedicarsi al miglioramento della capitale. Durante la sua breve amministrazione ripulì i canali di drenaggio del lago che circonda Città del Messico, costruì ponti e canali di scolo, e pavimentò le strade di La Palma, Monterilla e San Francisco con ciottolato. Divise Città del Messico in quattro quartieri aumentando il servizio di polizia. Approvò l'accademia di San Carlos delle belle arti fondata dal predecessore, e continuò a lavorarci. Ogni anno stanziava 15000 pesos per questo progetto.
Ordinò la ricostruzione del palazzo di Chapultepec. Organizzò il Banco Nacional de San Carlos, filiale della banca spagnola. Tentò di importare mercurio dalla Cina per utilizzarlo nelle miniere d'argento, in cambio di pelli. Fondò un banco dei pegni, ed incrementò le entrate erariali portandole a 19 milioni di pesos l'anno.
Il 13 novembre 1783 concesse il permesso a Manuel Antonio Valdés Murguía y Saldaña di far ripartire la Gaceta de México. Si trattava della terza versione del giornale nazionale, fatto partire nel 1722 da Juan Ignacio María de Castorena Ursúa y Goyeneche, rivisto da Juan Francisco Sahagún de Arévalo y Ladrón de Guevara nel 1728, e chiuso dal 1742. A Valdés non veniva però permesso di pubblicare notizie non emanate dal governo.
Fece un censimento delle carrozze di Città del Messico, che portò al risultato di 637. Istituì società di mutuo soccorso per la popolazione indigena. Ordinò la raccolta e preservazione dei documenti più importanti sulla storia della Nuova Spagna. L'obbiettivo era quello di creare la Historia General de las Indias, a cui stava lavorando già a Madrid e Siviglia.

## La morte
Matías de Gálvez morì il 3 novembre 1784 a Città del Messico. Poco prima, il 20 ottobre 1784 lasciò il governo all'Audiencia. Non c'erano istruzioni sulla nomina del successore, e l'Audiencia assegnò il compito a Vicente Herrera fino all'arrivo del nuovo viceré. Nel suo testamento Gálvez chiese un funerale semplice. Fu inumato nella chiesa del Collegio Apostolico di San Fernando, a causa del grado e dei servizi resi alla colonia. Il figlio, Bernardo de Gálvez y Madrid, governatore spagnolo della Louisiana, gli successe come viceré.